# Casimir I de Polònia

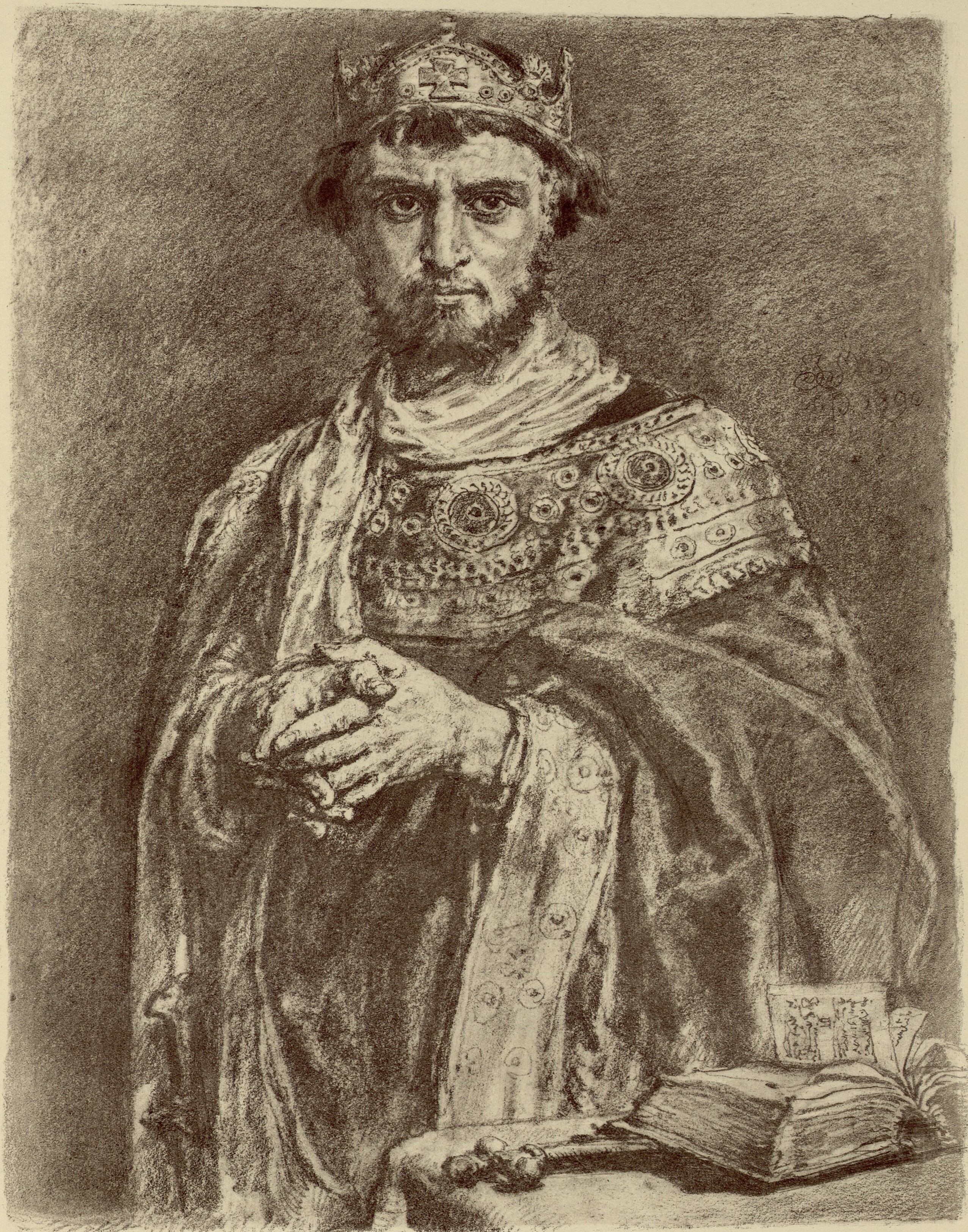
Casimir I pintat per Jan Matejko

Casimir I el Restaurador (en polonès: Kazimierz I Odnowiciel; 25 de juliol del 1016 - 28 de novembre de 1058), va ser el duc de Polònia de la dinastia Piast i el monarca de facto del país sencer. Se'l coneix com el Restaurador principalment perquè aconseguí reunir totes les parts de Polònia després d'un període de confusió i incorporà permanentment Masòvia, Silèsia i Pomerània. Fill de Miecislau II Lambert i Richensa de Lotharingia, Casimir fracassà en coronar-se el rei de Polònia, principalment a causa de les amenaces internes i externes al seu govern.
Se'n sap poca cosa de la primera etapa de la vida de Casimir. Segurament va passar la seva infantesa a la cort reial de Polònia a Gniezno. El seu pare, Miecislau II, fou coronat rei de Polònia el 1025 després de la mort del seu pare. Molts aristòcrates, tanmateix, tenien por del poder absolut del monarca. Després de la mort del seu marit, Richensa, mare de Casimir, va intentar probablement agafar el poder al país i assegurar la corona al seu fill Miecislau privant del tron al seu germà Bezprym que es refugià al Rus de Kiev. Tanmateix, no ho aconseguí i Casimir hagué de fugir al Regne d'Hongria mentre les parts centrals de Polònia eren controlades per Bezprym en aliança amb Conrad II, emperador del Sacre Imperi Romanogermànic i el príncep de Rutènia Iaroslau I de Kíev. La regió de Gran Polònia es revoltà contra els nobles i el clergat. També la secessionista Masòvia i un noble local nomenat Miecław formaren un estat propi. Una situació similar es donà a Pomerània, on tenia el poder una dinastia local lleugerament relacionada amb el Piasts. El regnat de Bezprym va ser passatger, fou assassinat el 1032 i Miecislau II retornà al tron de Polònia. El duc Bretislau I de Bohèmia, observant el període de confusió a Polònia, aprofità la debilitat del seu veí i envaí el país en 1039. Després d'una lluita curta, conquerí Silèsia i Petita Polònia i saquejà severament Gran Polònia, cremant completament Gniezno i saquejant les relíquies de Sant Adalbert.
L'any següent el nou emperador del Sacre Imperi Romanogermànic, Enric III, s'alia amb el governant polonès exiliat contra els Bohemis. A Casimir se li donava una tropa de 1.000 homes i una quantitat significativa d'or per restaurar el seu poder al país. Casimir també signava una aliança amb Iaroslau I de Kíev, el Príncep de Kíev. L'aliança era segellada pel matrimoni de Casimir amb la germana de Iaroslau, Maria Dobroniega de Kiev. Amb aquest suport Casimir retornava a Polònia i aconseguia reconquerir la majoria del seu domini. El 1042 un Bretislau derrotat signava un tractat a Ratisbona en el qual renunciava a totes les terres poloneses amb l'excepció de Silèsia, que s'incorporava a la Corona de Bohèmia. És per aquest èxit de Casimir reforçant el seu poder reial i acabant les disputes internes que guanyava l'epítet de "el Restaurador".
Amb el tractat Casimir guanyava un període de pau a la frontera del sud i la capital de Polònia es movia a Cracòvia, l'única ciutat polonesa important relativament respectada per les guerres. La contrapartida era que Enric III forçava a Casimir a no coronar-se rei de Polònia. El 1046 l'emperador Enric tenia corts reials i imperials a Merseburg i Meissen, amb les quals acabava la disputa entre el Dux Bomeraniorum (duc de Pomerània), el duc Bretislau de Bohèmia, i Casimir I de Polònia. El 1047 Casimir, ajudat pel seu aliat de Kíev, començava una guerra que guanyaria contra Masòvia. És probable que també derrotés els aliats de Miecław des de Pomerània i conquerís Gdańsk per Polònia. Això assegurava el seu poder a la Polònia central. Tres anys més tard, en contra de la voluntat de l'emperador, Casimir conqueria Silèsia controlat pels txecs, "restaurant" la majoria del domini del seu pare.
El 1054 a Quedlinburg l'emperador acceptava que Silèsia havia de romandre a Polònia a canvi d'un homenatge anual de 117 kg. d'argent i 7 d'or.
En aquella època Casimir se centrava en qüestions internes. En els conflictes amb l'emperador per Silèsia, va tenir el suport del papa en les Controvèrsies d'Investidura i guanyava el suport de l'església. Per reforçar el seu regnat tornava a crear el bisbat a Cracòvia i Wrocław i aixecava la nova Catedral de Wawel. Durant el regnat de Casimir l'heràldica era introduïda a Polònia i, a diferència dels seus predecessors, promovia els terratinents sobre el drużyna com la seva base del seu poder. Una de les seves reformes era la introducció d'un element clau del feudalisme: l'atorgament de feus al seu seguici de guerrers, així gradualment transformant-los en cavallers medievals.